# Helietta lottiae
Helietta lottiae är en vinruteväxtart som beskrevs av F. Chiang. Helietta lottiae ingår i släktet Helietta och familjen vinruteväxter. Inga underarter finns listade i Catalogue of Life.